# Nižné Nemecké
Nižné Nemecké – wieś (obec) na Słowacji położona w kraju koszyckim, w powiecie Sobrance. Pierwsze wzmianki o miejscowości pochodzą z roku 1353.
Według danych z dnia 31 grudnia 2012, wieś zamieszkiwało 329 osób, w tym 168 kobiet i 161 mężczyzn.
W 2001 roku rozkład populacji względem narodowości i przynależności etnicznej wyglądał następująco:
- Słowacy – 98,14%
- Czesi – 1,55%
- Ukraińcy – 0,31%

Ze względu na wyznawaną religię struktura mieszkańców kształtowała się w 2001 roku następująco:
- Katolicy rzymscy – 68,73%
- Grekokatolicy – 20,12%
- Ateiści – 3,41%